# Chondre

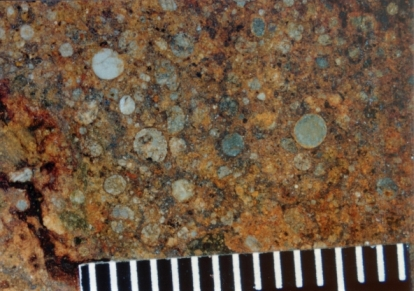
Coupe de la météorite de Grassland, révélant de nombreux chondres. Les bandes blanches et noires de la règle sont larges d'un millimètre.

Les chondres sont des petites billes de silicates dispersées dans la matrice des météorites non différenciées (appelées pour cette raison chondrites). Le terme a été créé à partir du grec χόνδρος / khόndros (« petit grain »).
Le diamètre des chondres varie de quelques centaines de micromètres à quelques millimètres. Leur composition est variable.
Les chondres se sont formés au tout début de l'histoire du Système solaire. Ils ont ensuite été incorporés dans les planétésimaux qui, il y a 4,56 milliards d’années, se sont agglomérés pour former les astéroïdes (corps parents des chondrites) et les planètes.

## Types morphologiques
Ils sont qualifiés de monosomatiques s'ils sont formés par un seul cristal de silicates et de polysomatiques dans l'autre cas.

## Datations
Les datations Pb-Pb (en) et 26Al-26Mg montrent que les chondres se sont formés très tôt dans l'histoire du Système solaire, mais 0,7 à 1,0 Ma après la condensation des CAI (4 568,7 Ma).

## Formation
Les chondres ont été formés par la cristallisation de liquides silicatés et métalliques, en micro-gravité. Leur origine précise (environnement, source d'énergie) reste très largement débattue